# Марія Дунін Піотровська
Марія Дунін Піотровська (пол. Maria Dunin-Piotrowska; нар. 5 травня 1899 року, Кам'янець-Подільський — пом. 6 серпня 1986 року) — польська скульпторка й графікиня, створювала переважно гравюри на дереві.

## Життєпис
Марія Дунін народилася в Кам'янці-Подільському в 1899 році в родині Кароля Дуніна та Вікторії Раковської. Вона була старшою сестрою Зигмунта Дуніна, теж графіка. У 1917—1919 роках Марія брала приватні уроки малювання в художника Казімежа Ласоцького, потім вступила до Варшавської школи вишуканих мистецтв.
У травні 1920 року вона повернулася до родини у відпустку, в липні того ж року родина втекла до Польщі перед військовим вторгненням більшовицької Росії.
Із жовтня 1920 по червень 1922 року Марія відвідувала малярську школу професора Конрада Кжижановського.
Продовжила навчання у Школі образотворчих мистецтв у Варшаві в 1923—1929 роках. Там навчалася у Конрада Кжижановського, Тадеуша Прушковського, Войцеха Ястшембовського, Людвіка Гардовського та Едварда Трояновського.
Саме тоді гравюра на дереві (особливо чорно-біла) стала її улюбленою технікою, якій згодом вона й присвятила себе. Будучи студенткою, Марія Дунін отримала багато нагород і високих оцінок, виставляючи свої роботи, одночасно борючись із важкими матеріальними умовами.
Художниця була членкинею Асоціації графіків «Рит» та Асоціації польських графіків. Брала участь у багатьох виставках у Польщі та за кордоном. У 1928 році також узяла участь в Олімпійському художньо-літературному конкурсі.
Марія Дунін часто змінювала місце проживання — після 1935 року жила в Серпці та Плонську.
У 1938 році Марія Дунін одружилася, але її відомі твори підписані дошлюбним прізвищем — Дунінівна або Дунін. Останні відомі роботи мисткині датуються 1938 роком, відомостей про її долю та творчість після 1939 року немає. Після Другої світової війни Марія Дунін була оголошена загиблою під час війни, а в новіших публікаціях наводиться дата її смерті, зафіксована у варшавських некрологах — 6 серпня 1986 року.